# Якутат (залив)
Якутат — залив на Аляске. Находится в юго-восточной части штата. На берегу залива стоит одноимённый город.

## География
Залив Якутат относится к бассейну залива Аляска. Географически расположен у основания так называемой «ручки сковороды» штата. Залив сформировался в ходе последнего ледникового периода, как следствие — изрезанное побережье, фьорды (в том числе, фьорд Рассела). С материка к Якутату спускается ледник Хаббарда.
В городе Якутат расположен порт. Залив является популярным местом для рыбалки, а также для любителей каякинга. Зона залива Якутат относится к ключевым орнитологическим территориям.
Район является сейсмически активным, время от времени здесь случаются землетрясения. Самым крупным из зафиксированных было землетрясение 1899 года магнитудой 8.

## История освоения
Первыми людьми здесь были палеоиндейцы. Слово «якутат» пришло из тлингитского языка и означает «стоянка каноэ». Европейцы начали появляться в этих местах в XVIII веке, давая заливу разные названия. Так, Джеймс Кук назвал его заливом Беринга:15. Жан-Франсуа де Лаперуз, побывавший здесь в 1786 году, нарёк залив Монти — по фамилии одного из офицеров своей экспедиции. В том же году капитан Натаниэль Портлок присвоил ему название Залив Адмиралтейства. Испанцы называли его Альмирантасго; а Алессандро Маласпина и Хосе де Бустаманте-и-Герра, высадившись здесь, назвали залив Порт-Мулграве. В 1788 году залив был исследован Д. И. Бочаровым (штурман на службе РАК) и Г. А. Измайловым. Юрий Лисянский, посетив эти места в 1805 году, назвал залив Якутат.
В 1796 году русская Северо-восточная компания (впоследствии — Русско-американская компания) под руководством Александра Андреевича Баранова основала поселение Новороссийск (он же Славороссия) — ныне здесь город Якутат.
С 1867 года, после продажи Аляски, юридически принадлежит США.